# Roter Bruch (Walldorf)

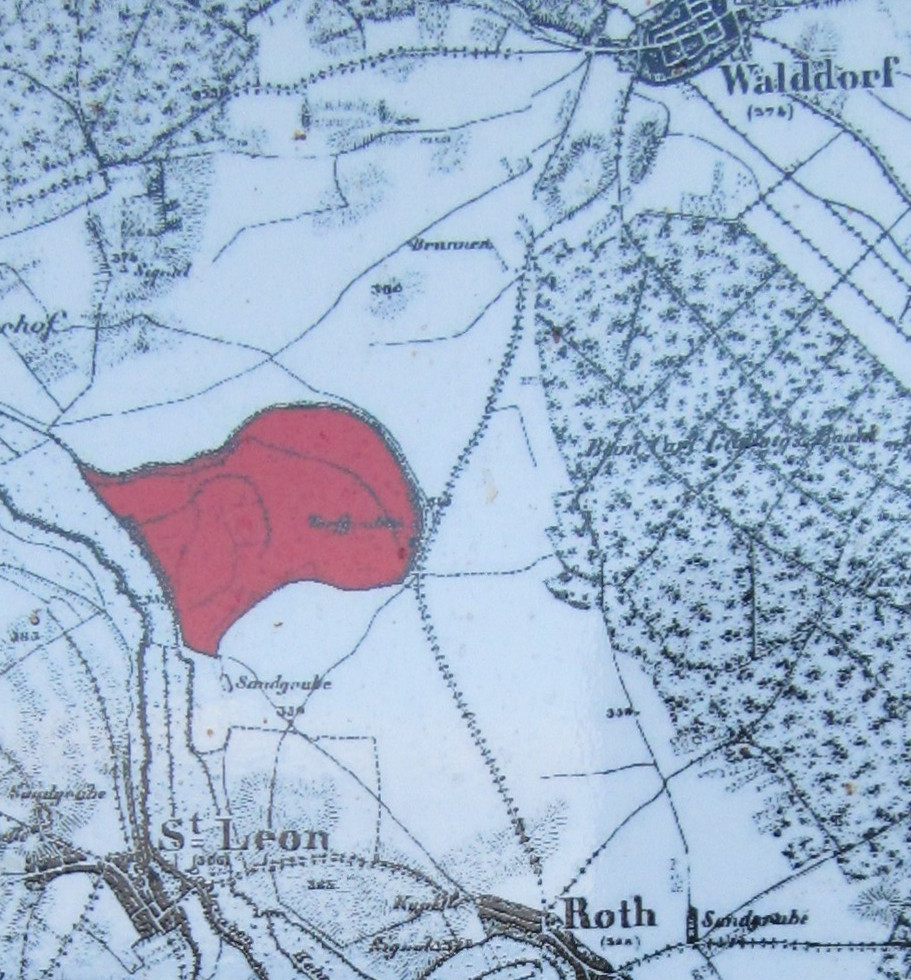
Lage des Roten Bruchs nach einer Karte von 1838

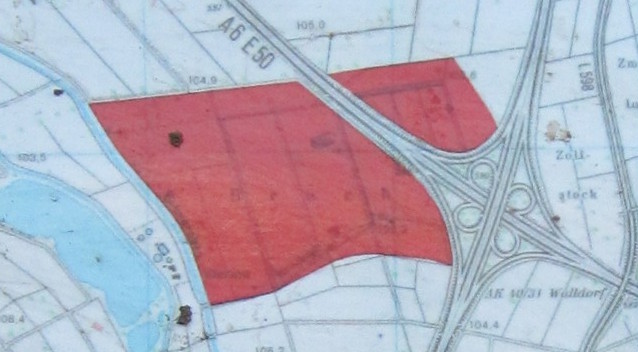
Heute durch die Autobahn durchschnittenes Gebiet

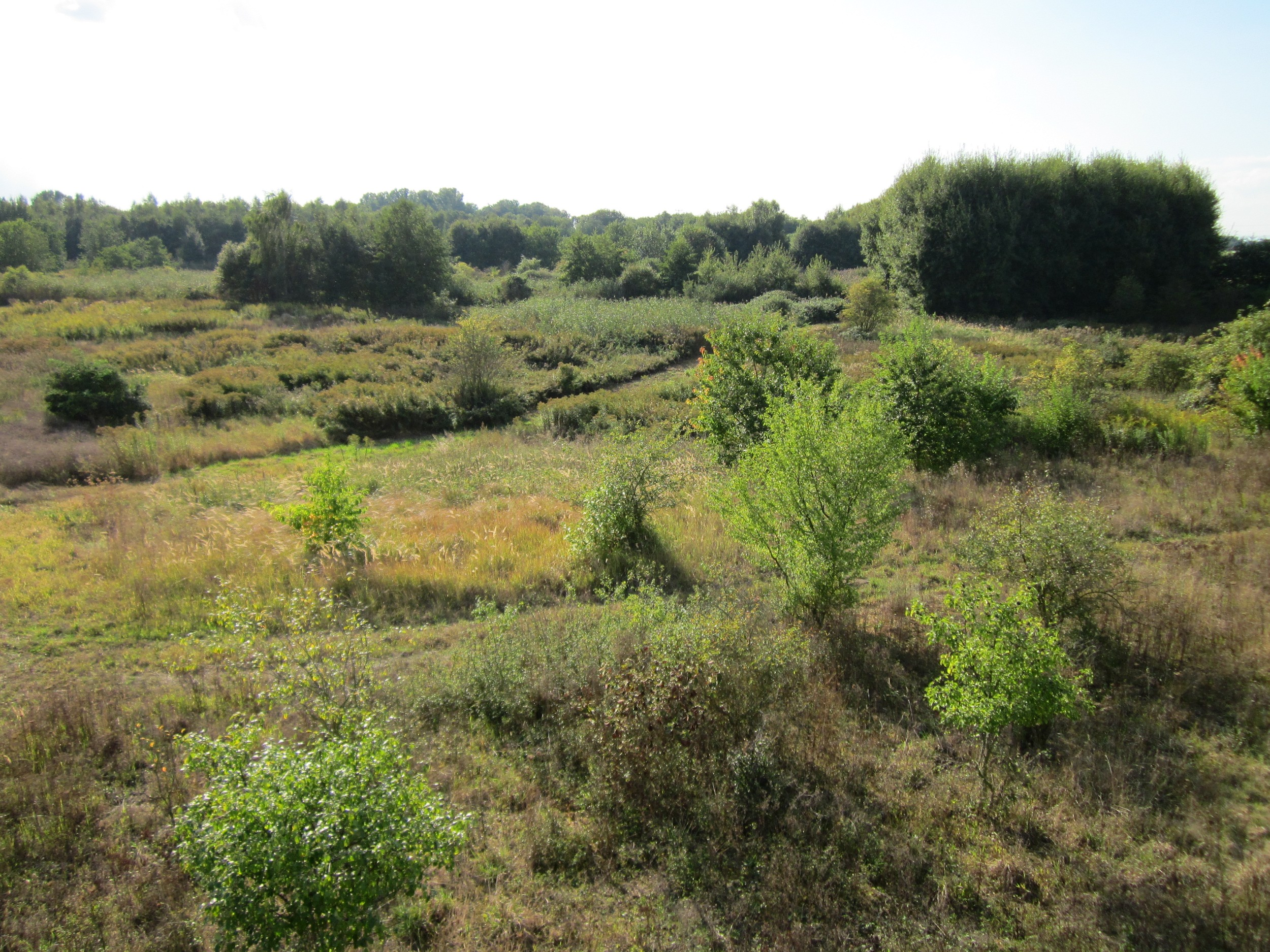
Ausgewiesenes Biotop in 2012

Der Rote Bruch ist ein durch eine verlandete Mäanderschlinge des Kraichbachs entstandenes Biotop zwischen Walldorf und St. Leon-Rot im Oberrheingraben im nördlichen Baden-Württemberg. Das Kernstück des Gebietes ist unter dem Namen Feuchtgebiet "Roter Bruch" nördlich Autobahnkreuz Walldorf unter der Biotop-Nummer 167172260063 beim Daten- und Kartendienst der LUBW eingetragen.
In den 1930er Jahren wurde die Kraichbachniederung durch den Reichsarbeitsdienst entwässert und der Bach begradigt. Die ehemaligen Mäander lassen sich heute noch in der Landschaft ausmachen, insbesondere durch Galeriewälder (im Fall des Roten Bruchs aber nicht mehr so deutlich erkennbar). Durch den Bau der Bundesautobahn 6 in den 1960er Jahren und später des Autobahnkreuz Walldorf wird heute ein erheblicher Teil des Gebietes durchschnitten. Das Ziel einer landwirtschaftlichen Urbarmachung wurde allerdings nicht erreicht. Stattdessen diente der Bruch zum Torfabbau.
1992 erwarb die Stadt Walldorf von St. Leon Rot die nördlich des Autobahnkreuzes gelegene Fläche mit dem Ziel, sie als Teil der Verbundplanung für das 'Große Feld' zu renaturieren.

## Flora und Fauna
Die meisten Pflanzen sind vermutlich von selbst aufgewachsen, die häufigsten Feldgehölze sind Espen, Birken, Erlen, Eichen, Traubenkirchen, Hasel, Weißdorn, Weiden und Pfaffenhütchen.
„An etlichen Stellen haben sich flächige, teils ausgedehnte Landröhrichte entwickelt; neben dichtstehendem Schilf beteiligen sich Sumpf-Segge und Stickstoffzeiger wie Brennnessel und Zaunwinde; mehr oder weniger stark beigemischt sind die Neophyten Goldrute und Kermesbeere, zudem Gehölzaufwuchs (Späte Traubenkirsche u. a.). Eingelagert sind insbesondere in der Osthälfte Feuchtgebüsche aus dominanter Grau-Weide, beigemengt Gewöhnlicher Schneeball und Schwarzer Holunder sowie viel Schilf im Unterwuchs. Die alten Gräben sind vielerorts mit Schilf zugewachsen, stellenweise auch mit Sumpf-Segge.“

### Pflanzen im Roten Bruch

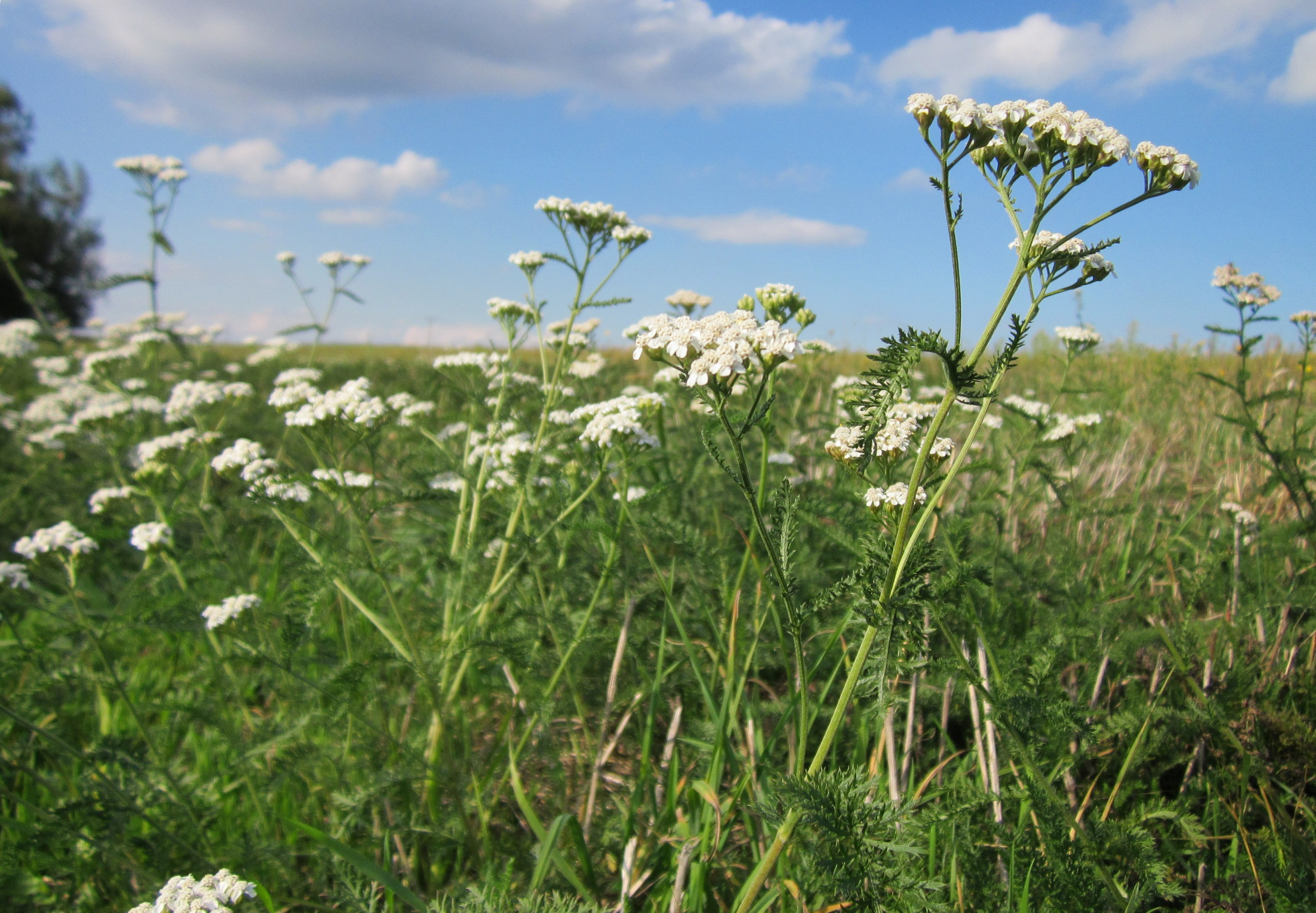
Achillea millefolium
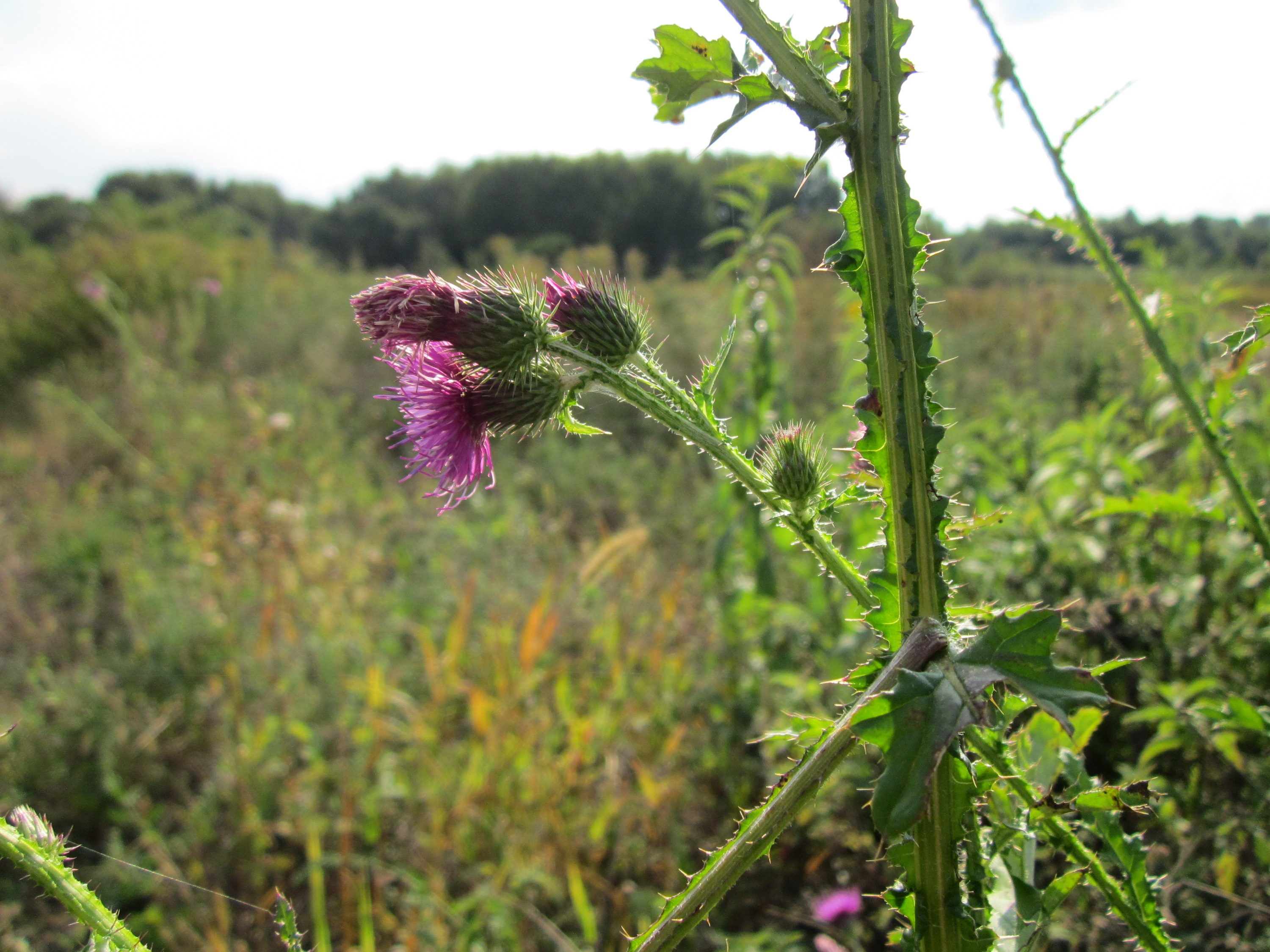
Carduus acanthoides
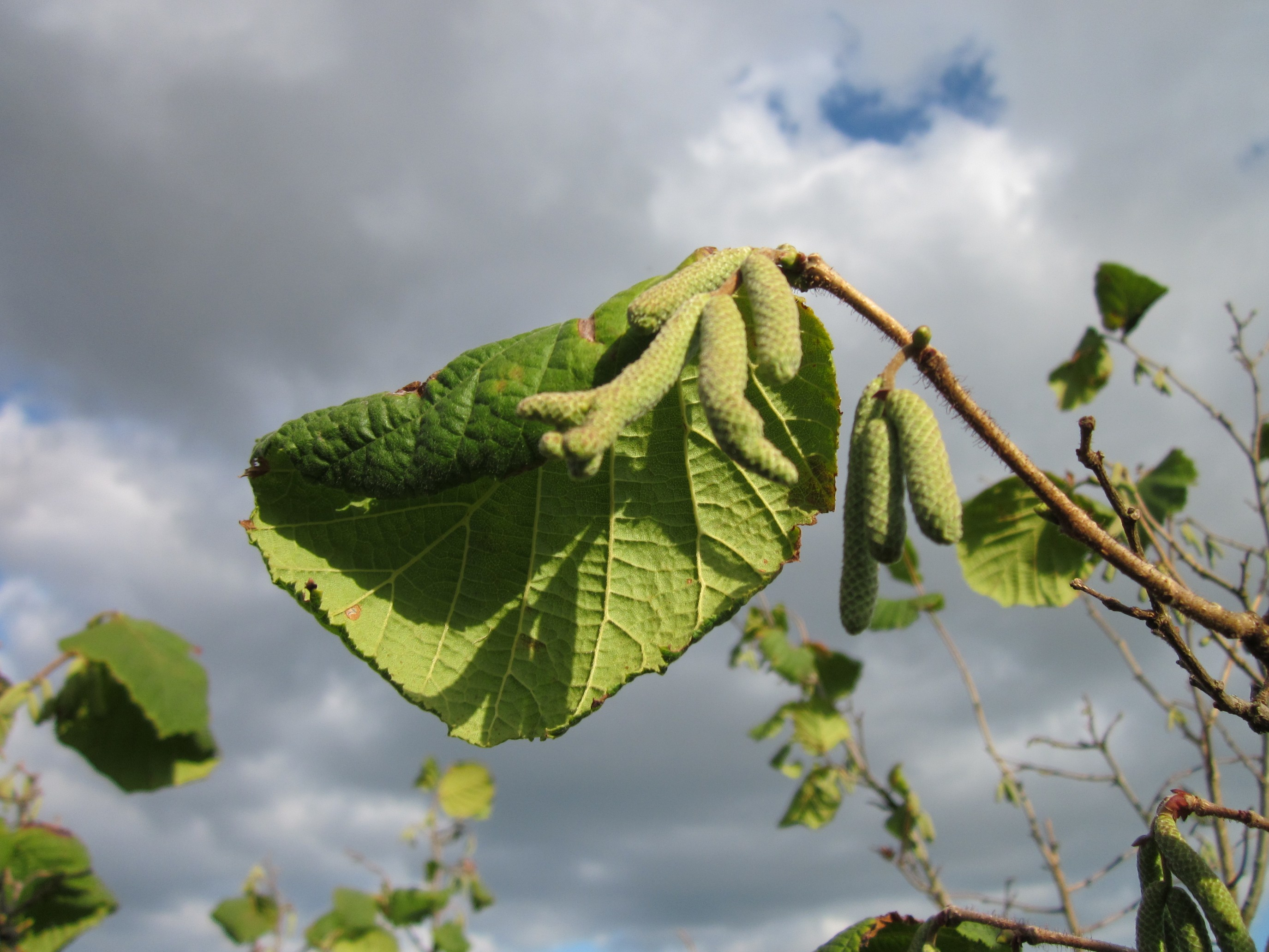
Corylus avellana
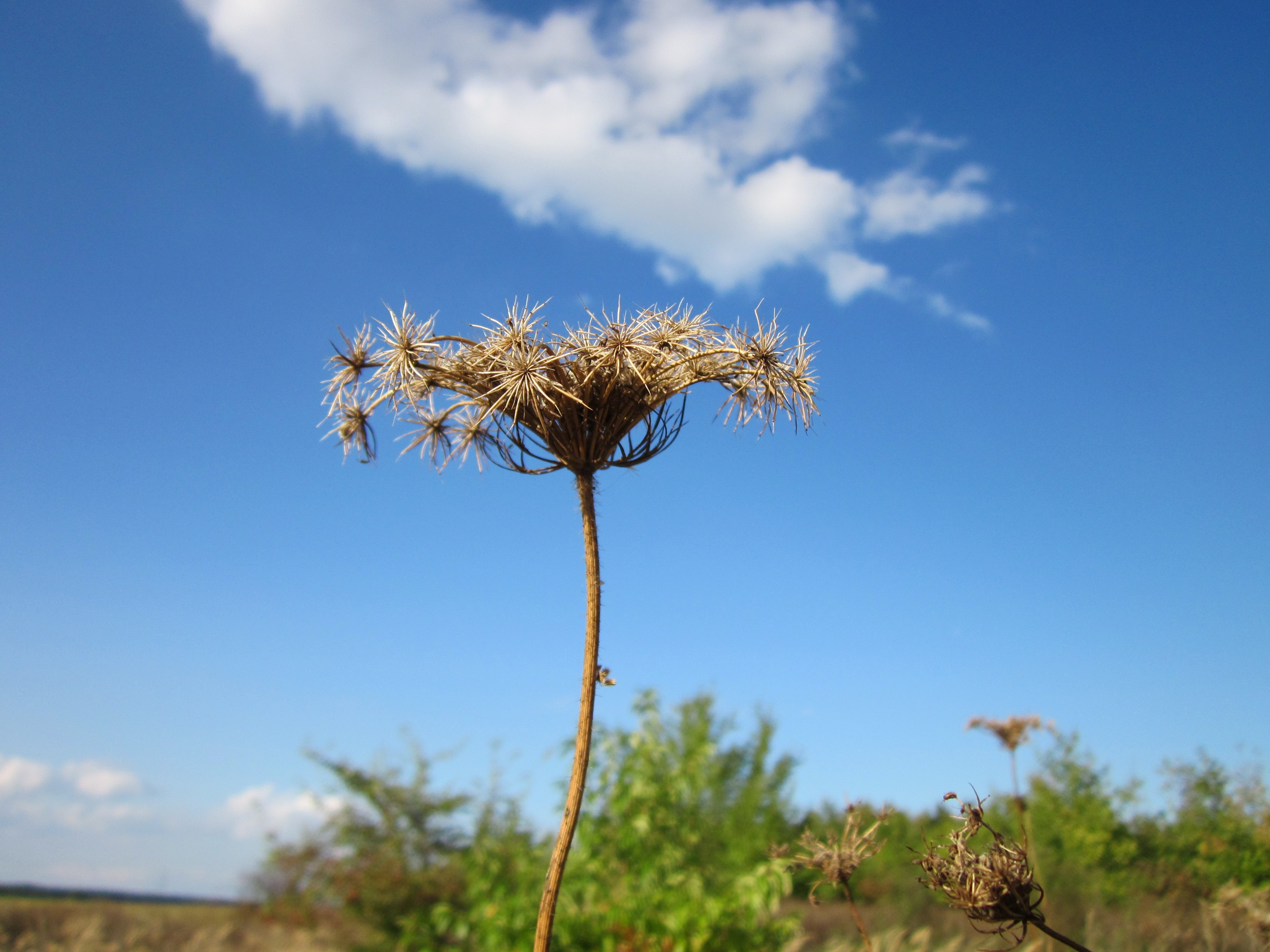
Daucus carota
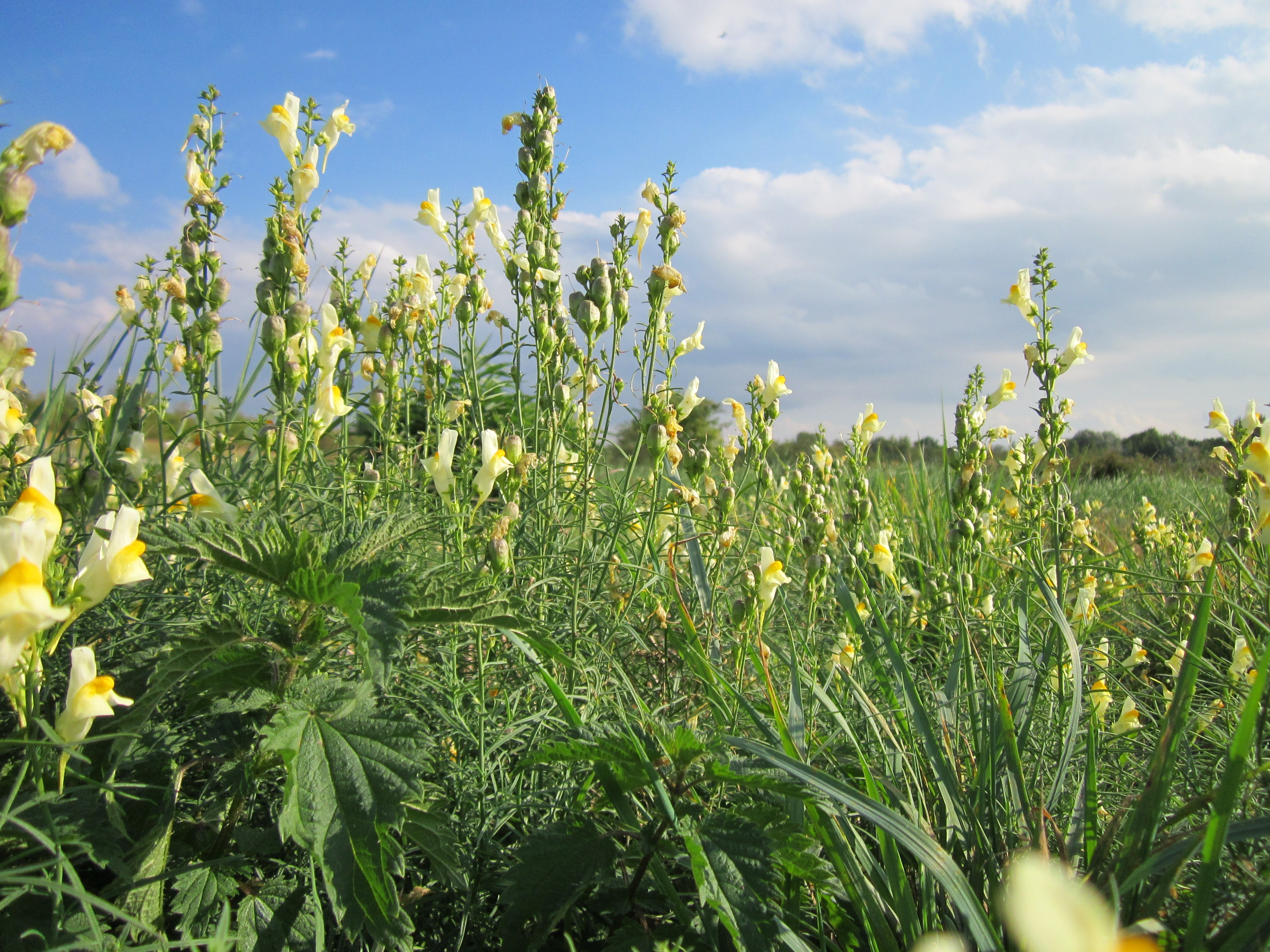
Linaria vulgaris
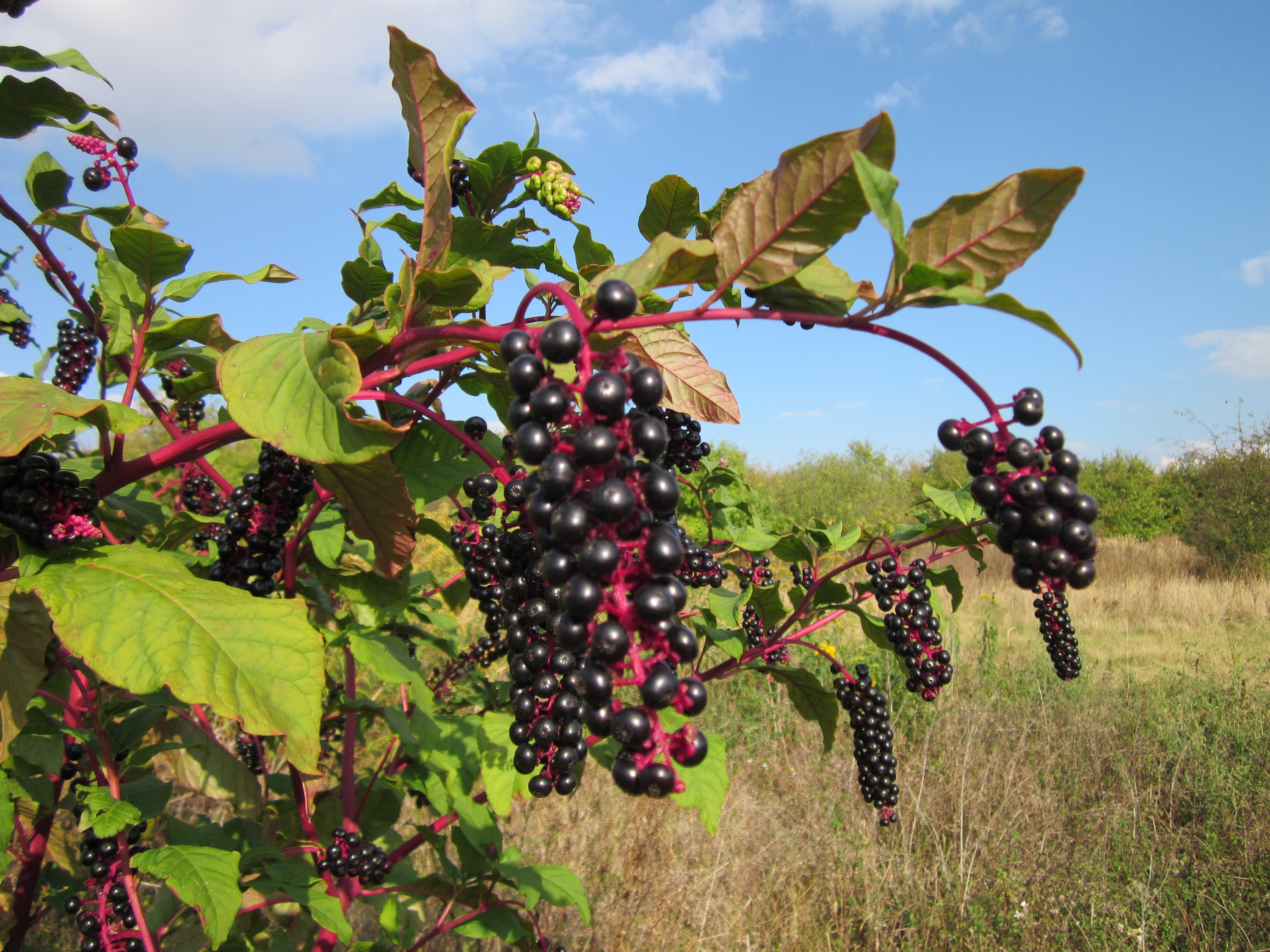
Phytolacca americana
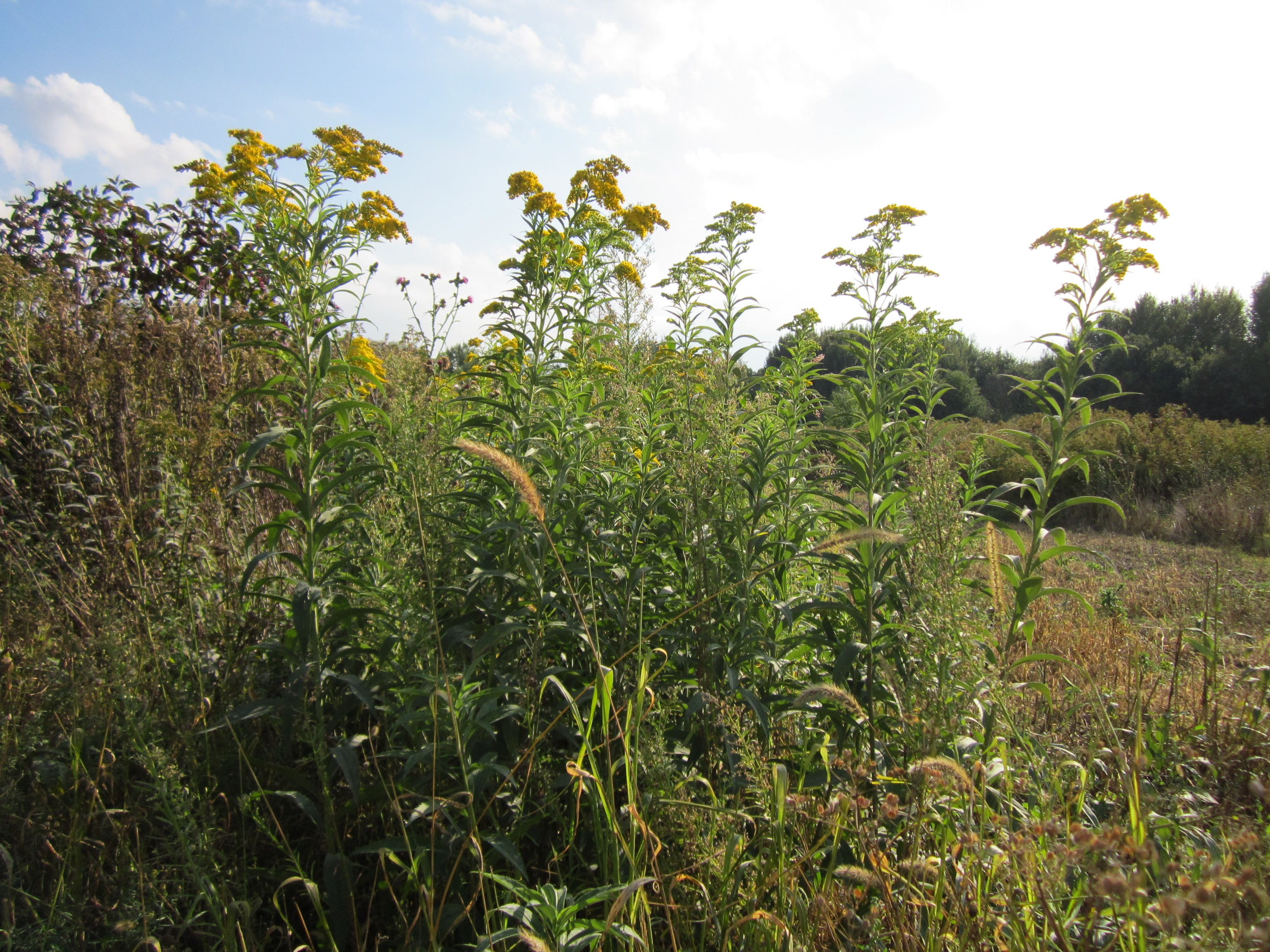
Solidago gigantea